# 月光下，我記得
《月光下，我記得》是台灣導演林正盛的第七部電影，獲得電影輔導金補助拍攝，改編自李昂短篇小說《西蓮》。

## 劇情
1950年代，寶猜婚姻破裂後帶著女兒西蓮回到台東都蘭，住在兩層樓的獨棟房，並聘請福嫂來家中幫忙家務；而寶猜前夫則因為參加反對中國國民黨行動而遭到逮捕，關在離寶猜都蘭家就可望見的綠島上。西蓮在當地小學擔任老師，在與偷偷交往的男友俊明的婚事遭到寶猜阻擋之後，西蓮漸漸與學校一位在湖南長沙出生的外省年輕老師朱成越走越近；就在朱成暫時要被調派綠島學校之後，寶猜攔截了朱成寫給西蓮的信件，並被信件裡濃情蜜意的文詞感動，寶猜多年壓抑的情慾春意也被激起。

## 主要角色
- 楊貴媚-寶猜
- 林家宇-西蓮
- 施易男-朱成
- 陳德烈-俊明
- 林嘉俐-月里

## 獎項
| 獎項             | 獎項             | 受獎者         | 階段／結果 |
| ---------------- | ---------------- | -------------- | ---------- |
| 第41屆金馬獎     | 最佳劇情片       | 月光下，我記得 | 提名       |
| 第41屆金馬獎     | 最佳女主角       | 楊貴媚         | 獲獎       |
| 第41屆金馬獎     | 最佳改編劇本     | 林正盛         | 獲獎       |
| 第41屆金馬獎     | 最佳攝影         | 楊渭漢、宋文忠 | 提名       |
| 第41屆金馬獎     | 最佳美術設計     | 林正盛、胡碩珍 | 提名       |
| 第41屆金馬獎     | 最佳原創電影歌曲 | 〈月娘浮光〉   | 提名       |
| 第五十屆亞太影展 | 最佳女配角       | 林家宇         | 提名       |
| 第五十屆亞太影展 | 最佳編劇         | 林正盛         | 獲獎       |
| 第五十屆亞太影展 | 評審團特別獎     | 楊貴媚         | 獲獎       |

## 其他
臺東都蘭林場內的月光小棧（原土地銀行辦公室），是電影主場景。觀光局東部海岸國家風景區將該電影在二樓主場景的部分陳設保留，並設置相關解說導覽資料，該建物也因此被命名為「月光小棧」。2005年年底，月光小棧由「女妖在說畫」藝廊認養，定期推出藝文展覽。

## 外部連結
- Yahoo奇摩電影上《月光下，我記得》的資料（繁體中文）
- 開眼電影網上《月光下，我記得》的資料（繁體中文）
- 香港影庫上《月光下，我記得》的資料（繁體中文）
- 时光网上《月光下，我記得》的資料（简体中文）
- 豆瓣电影上《月光下，我記得》的資料 （简体中文）
- 爛番茄上《月光下，我記得》的資料（英文）
- AllMovie上《月光下，我記得》的资料（英文）
- 互联网电影数据库（IMDb）上《月光下，我記得》的资料（英文）